# پروگرس (استان آمور)
پروگرس (انگلیسی: Progress, Amur Oblast) یک شهرک در استان آمور کشور روسیه است.